# Бакунин, Модест Петрович
Моде́ст Петро́вич Баку́нин (1767, Санкт-Петербург — 1802) — тайный советник, известный агроном, возглавлял Царскосельскую земледельческую школу.

## Биография
Младший сын тайного советника Петра Васильевича Бакунина (1734—1786) от его брака с Анной Сергеевной Татищевой (1741—1778), тёткой Д. П. Татищева. Благодаря заботам отца и дяди получил прекрасное, по тому времени, воспитание. Вместе с братом Павлом с целью совершенствования образования был отправлен в гран-тур за границу. Службу начал в 1782 году чиновником в Академии наук. Посвятил себя, главным образом, сельскому хозяйству, а также метеорологии и ботанике. В 1786 году получил от отца, умершего от чахотки, 20 тыс. рублей и имение Ивановское в Лужском уезде.
В 1791 году купил у И. Е. Глебовского построенный последним каменный дом на набережной Мойки, д. 14 (сегодня здесь располагается гостиница «PushkaInn»). Будучи камергером, с 11 августа 1799 года возглавлял Царскосельскую школу практического земледелия, сменив на этой должности её создателя А. А. Самборского. Бакунин энергично взялся продолжить его дело. Однако, «чувствительный сердцем», по состоянию здоровья не смог противостоять вышестоящим недоброжелателям и оставил свой пост в сентябре 1802 года. После чего вскоре умер.
Из самостоятельных трудов Бакунина лучшим признается: «Правила, руководствующие к новому разделу и обрабатыванию полей; с показанием нужных сельских заведений», с планами и чертежами. (СПб. 1800 г., 2 т.т.). В этом сочинении рассматриваются разные системы полеводства. Кроме того известны два переводных труда Бакунина:
- «Рассуждение о том, для чего вредно знать о будущей судьбине», Геллерта, переведено с немецкого и издано в Москве в 1787 г.
- «Руководство к надежному воспитанию и насаждению иностранных и домашних дерев, которые в Германии, равномерно в средней и южной части России на свободе произрастать могут» Бургсдорфа, переведено с немецкого под руководством М. Бакунина и издано с рисунками, в двух частях, в 1801—1803 гг. в С.-Петербурге.

## Семья

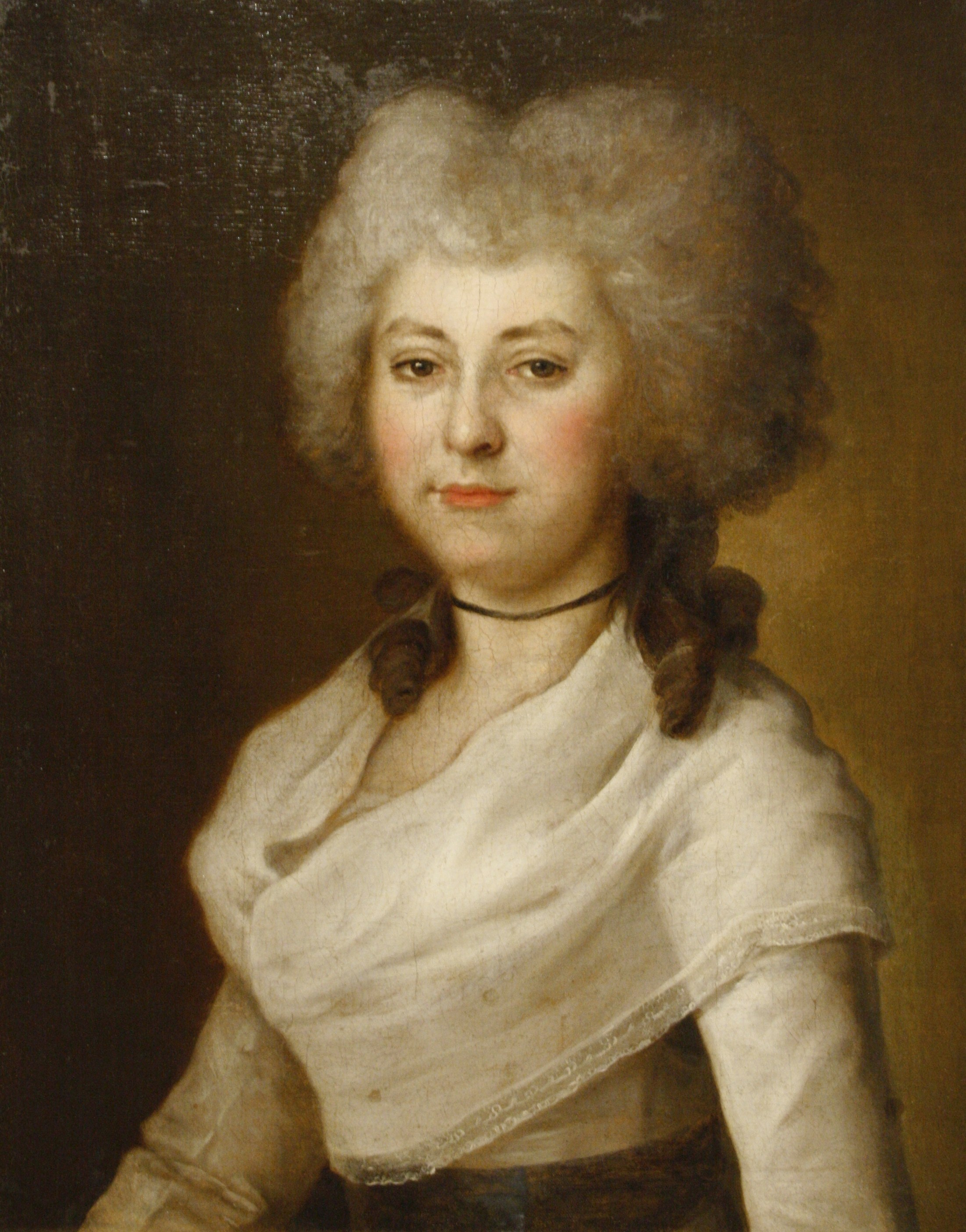
Степанида Ивановна

Жена (с 1790 года) — Степанида Ивановна Голенищева-Кутузова (20.01.1770—05.11.1805), дочь адмирала И. Л. Голенищева-Кутузова. Овдовев, вышла замуж за сенатора барона А. Я. Бюлера. В её доме воспитывалась бедная родственница-сирота Ольга Смиронова, мать барона Модеста Корфа. Умерла во цвете лет, похоронена в Александро-Невской лавре. Двое её малолетних сыновей находились под опекой дяди Л. И. Голенищева-Кутузова.
- Пётр (1790—01.03.1792)
- Александра (1793—08.07.1794)
- Николай (04.05.1799—29.08.1838), подпоручик, чиновник департамента внешней торговли, с 1833 года коллежский секретарь. По словам его друга барона М. Корфа, «одаренный от природы живым и острым умом, самым лучшим и благороднейшим сердцем, с воспитанием блестящим, Бакунин имел два несчастья: безмерное легкомыслие и отчаянную вспыльчивость. В молодости дружил с людьми развратными и бросался во все вакханалии, чем совершенно разрушил свою служебную карьеру. После множества дуэлей из вздорных причин один нанес ему решительный удар: он был ранен в ногу и едва избежал смерти, после чего навсегда лишился свободного движения ноги. Бросив службу, поселился в имение Ивановское. Потом уехал в Белоруссию, где в 1824 году женился по любви на баронессе Софье Карловне фон Типольт (1804—1889), девушке без состояния, без красоты, без особенного ума и без той энергии, которая требовалась для управления этим необузданным характером. Последние годы он предавался пьянству и игре, из-за чего промотал и прожил все. Угас Бакунин медленною болезнью, без больших страданий, последствием его образа жизни. Жена и дети его остались совершенно без всего»[4].
- Илья (06.01.1801—1841), участник подавления восстания декабристов, адъютант великого князя Михаила Павловича, генерал-майор.